# Fredy Cedeño
Fredy Ramón Cedeño Márquez (* 10. September 1981 in Caracas) ist ein venezolanischer Volleyballspieler.

## Karriere
Cedeño spielte zunächst in Spanien. Aus Elche wechselte er zu Unicaja Almería und scheiterte mit dem Verein in der Vorrunde der Champions League 2007/08 unter anderem am deutschen Vertreter VfB Friedrichshafen. In Zypern wurde er mit Anorthosis Famagusta nationaler Meister. Nach einem Jahr beim finnischen Verein Hurrikaani Loimaa kam der Venezolaner 2011 in die Bundesliga zu Generali Haching.
Mit der Nationalmannschaft spielte Cedeño bei den Weltmeisterschaften 2002 in Argentinien, 2006 in Japan und 2010 in Italien. Außerdem gehörte er bei der Weltliga 2002 und 2003 sowie beim World Cup 2003 zum Kader. 2008 in Peking nahm er an den Olympischen Spielen teil.